# Маддерн, Линда
Линда Маддерн (англ. Lynda Maddern; в замужестве Поуп (англ. Pope); род. 19 апреля 1953) — австралийская шахматистка, международный мастер (1972) среди женщин.
В составе сборной Австралии участница 3-х Олимпиад (1972, 1976—1978). Участница межзонального турнира (1973) на острове Менорка.